# 138毫米口徑50倍徑1929年型火炮
138毫米口徑50倍徑1929年型火炮 (法語：Canon de 138 mm Modèle 1929 ，以下簡稱1929年型) 是法國海軍在二戰時期使用的一款中口徑艦砲，主要安裝在空想級與莫加多爾級的大型驅逐艦（法語：contre-torpilleurs）上。

## 武器介紹

### 槍砲簡介
1929年型，是138毫米口徑40倍徑1927年型的延伸版本，繼承了原型的口徑、半自動水平滑桿與橫滑式閉鎖機構（簡單說就是關閉火砲尾端發射砲彈的方式）。它還配備了一根自緊式 (較能承受高壓) 一體式砲管。整體重達4,275公斤（大約9,425磅）。

### 1929年型（Modèle 1929）
這版本的火砲使用的是單門、手動操作、中央支點式的安裝方式，整體重約11.7公噸（約等於11.5英噸或12.9美噸），配有厚度約5毫米的防護砲盾。砲口最大可俯角10度，仰角則可達30度，最遠射程約20公里（22,000碼）。
彈藥透過升降機從彈藥庫送至操作區，再由設置在砲座周圍的「彈藥滑槽」（法語：gouttières，像是溜滑梯的導軌）自動對準火砲尾端，無論砲身轉向哪個方向。火藥則透過類似的導槽，從中央送入。這款火砲的理論發射間隔是4到5秒一次，靠的是自動彈簧推進器，不過實際速度受限於彈藥升降機的效率，平均每分鐘只能射擊7發。僅有空想級驅逐艦使用這型號的艦砲。

### 1934年改進型（Modèle 1934）

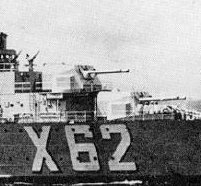
1934年改進型

這版本則是雙聯裝，電動操控，採用所謂的「偽裝砲台」（pseudo-turrets）結構，裝在莫加多爾級驅逐艦上。整座砲台重達34.6公噸，外殼厚度為10毫米，且後方是開放式設計。兩門砲各自有獨立的支架，也可以連動調整，仰角最高30度，俯角則是10度。不過本型艦的砲馬達動力不足，導致砲塔水平轉動速度最多10度/秒，仰俯速度最多14度/秒。此外，由於空間問題，砲塔一開始是把電動馬達裝在內部，後來才移到外側以增加內部空間。
彈藥運輸系統是中間有一條固定升降軸，彈藥被送到一個「傾斜轉盤」（tipping drum），再根據火砲方向轉動並裝填。這個系統是勇敢級驅逐艦 (1938年)所用的130毫米固定彈藥裝填系統改良而來，但不太適合這種分開裝填（砲彈與火藥分開放置）的火砲。每門砲各有獨立的彈藥與火藥升降機（共四套），轉盤也有四個對應的彈藥托盤。砲彈是用動力推進器裝填，但火藥包還得靠人手推進。理論上這些砲可以在任何角度下裝填，但實際上，由於推進器太弱，仰角超過10度時，無法將彈藥推進去，所以發射角度相當受限。再加上砲的製造品質差、尾端設計不良，結果導致射擊速度只有3~4發/分鐘，跟原本目標的10發相差甚遠，還經常卡彈、故障。砲手配置也不足，每門砲只有兩位裝填員，長時間開火很容易疲勞。
1939年中期，莫加多爾級的二號艦沃爾塔號進行海試時就進行過砲擊測試，結果可說是一團糟。當時提出一些修正方案，包括改造尾部結構、加裝分離式裝彈盤、加強砲彈推進器等，不過要等到下次整修才能實施。即使後來該級在1940年1月完成改裝，火砲仍然無法在仰角超過10度時裝填。但在1940年6月，即法國投降後，這類改進作業也就終止了。為了彌補裝填系統不穩的問題，後來在砲塔兩側裝了每門砲5發的「即用備彈架」。

### 彈藥配置
原型和改進型火砲主要使用兩項不同的砲種，一開始搭配12.09公斤（26.7磅）的BM 11火藥，裝在分離式的黃銅彈殼中使用。然而，從1940年1月起，升級成帶有染色標記的「OPFK染色火藥」，這些染料能讓各艘軍艦辨識自己的砲彈爆點，避免混淆。也有使用照明彈，但細節不詳。所以在下面砲彈數據中，只有穿甲與{{爆炸物|高爆彈]]。
| 砲種                | 彈殼重量     | 火藥配重     | 射速                  |
| ------------------- | ------------ | ------------ | --------------------- |
| OEA 1932年型 高爆彈 | 40.6（90磅） | 4.1（9.0磅） | 840 m/s（2,800 ft/s） |
| OPF 1924年型 穿甲彈 | 40.6（90磅） | 2.4（5.3磅） | 800 m/s（2,600 ft/s） |

### 資料來源
1. 1 2  Campbell，第296頁.
2. ↑  Jordan，第47頁.
3. 1 2 3 4  . 25 September 2015  [5 December 2015].
4. ↑  Jordan，第51頁.
5. 1 2  Jordan，第55頁.
6. ↑  Jordan，第56頁.